# 야로커 리비어

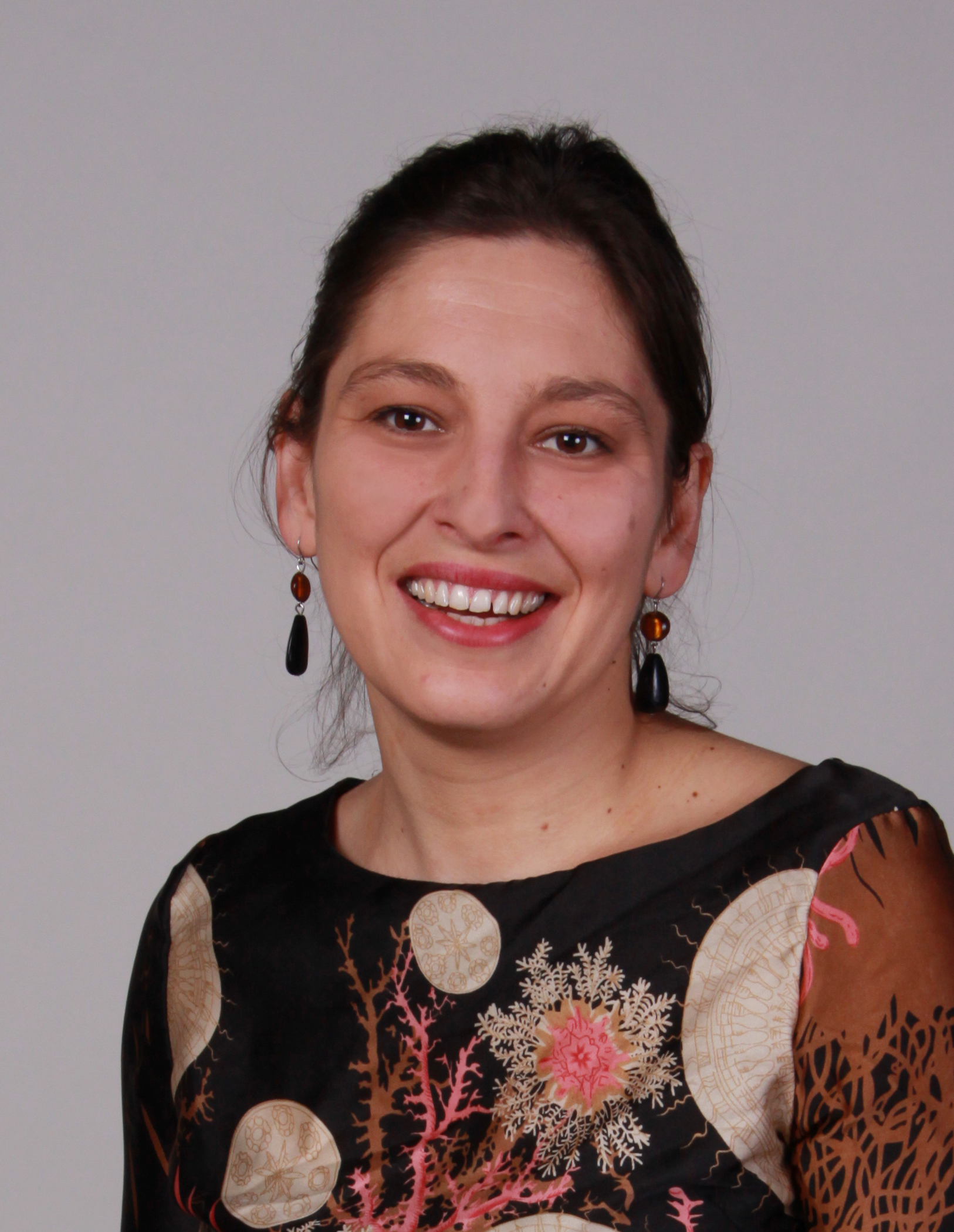

야로커 리비어(헝가리어: Járóka Lívia, 롬어: Liviya Yaroka, 1974년 10월 6일 - , 터터)는 제2회 유럽 의회의 집시 정치인(빅토리아 모하치(Viktória Mohácsi)와 같이 일함)이다. 2004년 6월에 헝가리의 피데스의 일부에 참가했다. 유럽 의회 최초의 집시 출신 의원은 에스파냐의 후안 데 디오스 라미레스-에레디아였고, 1994~99년까지 근무했다.
야로커는 오스트리아 국경에서 가까운 쇼프론에서 자랐다. 쇼프론은 야로커 이외에도 다른 집시 가족들이 떠나지 못했고, 그래서 그녀는 어린 시절 약간의 차별을 경험했다.